# Analía Gadé
María Esther Gorostiza Rodríguez, més coneguda com Analía Gadé (castellà: María Esther Gorostiza Rodríguez)  (Córdoba, 28 d'octubre de 1931 - Madrid, 18 de maig de 2019), va ser una actriu argentina establerta a Espanya.

## Biografia
D'origen basc per part de pare, en 1948 va guanyar un concurs de bellesa que organitzava el programa Radiolandia, el premi del qual era una aparició en la pel·lícula La serpiente de cascabel. Tan sols dos anys després debutava en el teatre.
Forma llavors companyia pròpia amb el seu marit (des de 1949) Juan Carlos Thorry (Torrontegui), de qui acaba divorciant-se. Simpatitzant del peronisme, serà perseguida durant el règim de Pedro Eugenio Aramburu, per la qual cosa ha de marxar a l'exili, arriba a Espanya en 1956 i comença a treballar en cinema i teatre, al mateix temps que s'uneix sentimentalment a l'actor i director Fernando Fernán Gómez. Durant aquesta etapa compagina les seves aparicions en pel·lícules rodades per Fernán Gómez, de les que La vida por delante la més coneguda, amb comèdies romàntiques com Las muchachas de azul (1957), de Pedro Lazaga o Una muchachita de Valladolid (1958), de Luis César Amadori. En 1961 participa a Madame Sans-Gêne de Christian-Jaque, on s'alterna amb Sofia Loren.
En aquesta època s'estrena també com a presentadora de televisió en el magazine de TVE Analía Gadé nos cuenta (1961–1962).
A partir dels anys 1970 opta per pel·lícules de registre dramàtic per a, finalment, centrar la seva carrera en el teatre, amb incursions en televisió: La señora García se confiesa (1976), amb Adolfo Marsillach; Lucía Bonelli (1984), Compuesta y sin novio (1994), amb Lina Morgan, i Carmen y familia (1996), amb Beatriz Carvajal.
Va ser germana del conegut dramaturg i Secretari de Cultura amb Raúl Alfonsín, Carlos Gorostiza.

## Premis
Medalles del Cercle d'Escriptors Cinematogràfics
| Any  | Categoria                      | Pel·lícula              | Resultat   |
| ---- | ------------------------------ | ----------------------- | ---------- |
| 1958 | Premi especial d'interpretació | Conjunt de la seva obra | Guanyadora |
| 1972 | Millor actriu                  | Labor de conjunt        | Guanyadora |

- Fotogramas de Plata al millor intèrpret de cinema espanyol per Las melancólicas[7]
- Per la seva carrera cinematogràfica en 2004 l'Associació de Cronistes Cinematogràfics de l'Argentina li va lliurar el Premi Còndor de Plata a la trajectòria.[8]
- Participà en la pel·lícula Sala de guardia, amb la que va participar en el 6è Festival Internacional de Cinema de Canes.[9]

## Filmografia (selecció)
- La serpiente de cascabel (1948)
- Por ellos... todo (1948)
- Vidalita (1949)
- Cita en las estrellas (1949)
- Especialista en señoras (1951)
- Cuidado con las mujeres (1951)
- Concierto de bastón (1951) .... Caty
- Sala de guardia (1952)
- Vuelva el primero (1952) .... Dorita
- ¡Qué noche de casamiento! (1953)
- Suegra último modelo (1953)
- Somos todos inquilinos (1954) .... Alicia
- Los hermanos corsos (1955)
- Ayer fue primavera (1955) .... Silvia
- Los tallos amargos (1956)
- Don Fulgencio (El hombre que no tuvo infancia) (1950)
- El morocho del Abasto (La vida de Carlos Gardel) (1950)
- Nacha Regules (1956)
- Viaje de novios (1956)
- Las muchachas de azul (1957)
- Una muchachita de Valladolid (1958)
- Ana dice sí (1958)
- La vida por delante (1958)
- La vida alrededor (1959)
- La fiel infantería (1960)
- Sólo para hombres (1960)
- Madame Sans-Gene (1961)
- Tú y yo somos tres (1962)
- Mayores con reparos (1966)
- Las locas del conventillo (María y la otra) (1966)
- La mujer del otro (1967)
- La vil seducción (1968)
- Coqueluche (1970)
- El ojo del huracán (1971)
- Tu dios y mi infierno (1975)
- Las largas vacaciones del 36 (1976)
- Cartas de amor de una monja (1978)
- La rosa azul (2001)

## Teatre (selecció)
- Las brujas de Salem (1956).
- La viudita naviera (1960).
- La vil seducción (1967).
- La pereza (1968).
- La libélula (1976).
- Emily (1983), monòleg, amb direcció de Miguel Narros.
- El monumento (1983).
- Las mujeres sabias (1984), de Molière, amb Amparo Baró i Gracita Morales.
- Revistas del corazón (1985), de Juan José Alonso Millán.
- Damas, señoras, mujeres (1987).
- Con la mosca en la oreja (1988).
- Cuéntalo tú, que tienes más gracia (1989).
- Anda mi madre (1990).
- Cartas de amor (obra de teatre) (1992)
- Sólo para parejas (1993).
- Cartas de amor (obra de teatre) (1997).
- Dulce pájaro de juventud (2001).